# Атаб
Атаб, также Атаба — десятый правитель Раннего Династического II периода Шумера после Всемирного потопа, десятый представитель первой династии города-государства древнего Шумера Киша, расположенного на юге древней Месопотамии, который правил 600 лет, согласно Ниппурскому царскому списку. 
Историчность сомнительна. Имена правителей до Этаны, кроме Ниппурского царского списка, неизвестны из других исторических источников, и их существование археологически не подтверждено. 
Принято считать, что годы его правления значительно завышены. Согласно царскому списку, его сменил сын Машда.